# توری قرمز
توری قرمز (Red Tory)، در مقابل توری آبی، به کسی گفته می‌شود که در طیف سیاسی راست میانه قرار می‌گیرد، و احیاناً از محافظه‌کاری پدرسالارانه حمایت می‌کند. چنین شخصی از سیاست‌های جماعت‌گرایانه طرفداری می‌کند، طوری که درجه‌ای از انضباط مالی و احترام به نظم اجتماعی و سیاسی حفظ شود. این اصطلاح عمدتاً در سیاست کانادا و بعضاً در بریتانیا مورداستفاده قرار می‌گیرد.
توری‌های قرمز گاهی با توری‌های صورتی اشتباه گرفته می‌شوند. یک توری صورتی و یک توری قرمز، به خاطر گرایش شدیدتر توری صورتی به لیبرالیسم و گرایش شدیدتر توری قرمز به سوسیالیسم، از یکدیگر متمایز می‌شوند.

## فلسفه
از نظر تاریخی، محافظه‌کاری کانادایی از سنت تورییسم نشأت گرفته است، اما همواره دغدغه‌ای متمایز از توری‌های بریتانیایی داشته، که شامل ایجاد تعادل بین حقوق فردی و جمع‌گرایی؛ چیزی که هرگز در همتایان آمریکایی این محافظه‌کاران به این اندازه آشکار نبوده است.
تورییسم قرمز عمدتاً از یک سنت محافظه‌کارانۀ کلاسیک ناشی می‌شود که معتقد بود تقسیم نابرابر ثروت و امتیاز سیاسی بین طبقات اجتماعی در صورتی قابل توجیه است که اعضای طبقه ممتاز، وظیفۀ اشرافی خود را انجام دهند و به خیر عمومی کمک کنند. توری‌های قرمز مانند دیگر توری‌ها از نهادهای سنتی‌ای مانند دین، سلطنت و حفظ نظم اجتماعی حمایت می‌کردند. این موضع بعدها در حمایت آنها از برخی جنبه‌های دولت رفاه آشکار شد. این باور به خیر عمومی، همانطور که در کتاب احزاب و ایدئولوژی‌های سیاسی در کانادا نوشته کالین کمپبل و ویلیام کریستین به تفصیل شرح داده شده است، ریشۀ اصلی تورییسم قرمز است.
صفت «قرمز» به ماهیت چپ‌گرایانه اقتصادی آن‌ها در مقایسه با توری‌های آبی اشاره دارد، زیرا احزاب سوسیالیست و دیگر احزاب چپ‌گرا به طور سنتی از رنگ قرمز استفاده کرده‌اند. با این حال، امروزه در کانادا، رنگ قرمز معمولاً با حزب لیبرال مرتبط است. این اصطلاح نشان دهنده طیف گسترده ایدئولوژیکی است که به طور سنتی در حزب محافظه‌کار کانادا یافت می‌شود.

## ریشه
برخلاف آمریکا که در آن شکاف طبقاتی پدیده‌ای غیردموکراتیک تلقی می‌شد، محافظه‌کاران کانادایی، دیدگاه پدرسالارانه‌تری نسبت به حکومت اتخاذ کردند: سلطنت، نظم عمومی و حکومت خوب- به عنوان فداکاری‌ای از طرف شهروندان برای خیر عمومی درک و پذیرفته شد، و بر حقوق و آزادی‌های فردی اولویت پیدا کرد.
آنتونی هال استدلال کرده است که تورییسم قرمز در کانادا به طور خاص در مخالفت با انقلاب آمریکا و ایدئولوژی آن توسعه یافت.

## کانادا
دولت‌های توری قرمز در کانادا، مانند دولت‌های جان ای. مک‌دونالد، رابرت بوردن و جان دیفن‌بیکر، به خاطر حمایت از دخالت فعال دولت در اقتصاد شناخته شده بودند. این شامل ایجاد شرکت‌های سلطنتی متعلق به دولت یا تحت مدیریت دولت می‌شد؛ مانند راه‌آهن ملی کانادا و توسعه و حمایت از صنایع.

## بریتانیا
در سال ۲۰۰۹، فیلیپ بلوند با کتابی با عنوان «توری قرمز: چگونه چپ و راست بریتانیا را ویران کرده‌اند و چگونه می‌توانیم آن را اصلاح کنیم» و با ایجاد اندیشکده «رس‌پوبلیکا»، ایده‌های محافظه‌کاران سنتی جماعت‌گرا را در حزب محافظه‌کار ترویج کرد.  دیوید کامرون، رهبر سابق حزب محافظه‌کار، در مراسم رونمایی از رس‌پابلیکا سخنرانی کرد و گفته می‌شود ایده‌های تورییسم قرمز تأثیر زیادی بر او داشته‌اند. 
در اسکاتلند، اصطلاح توری قرمز برای توصیف حزب کارگر اسکاتلند استفاده شده است، که برخی آن را در حال کمک به برخی سیاست‌های اجتماعی محافظه‌کاران یا لااقل عدم مخالفت با آن‌ها می‌دانند. پس از اینکه در جریان همه‌پرسی استقلال اسکاتلند در سال 2014، حزب کارگر، با لیبرال‌دموکرات‌ها و اعضای حزب محافظه‌کار، در کمپین «بهتر است با هم باشیم» که کمپینی در مخالفت با استقلال اسکاتلند از بریتانیا بود، استقلال‌طلبان اسکاتلندی شروع به استفاده از این لقب برای اعضای حزب کارگر اسکاتلند کردند.
همچنین آن دسته از اعضای حزب کارگر که از دولت کی‌یر استارمر راضی نبودند، و او را علت دورشدن حزب از ارزش‌های چپ‌گرایانۀ سنتی‌اش می‌دانستند، به شکل تمسخرآمیزی او را توری قرمز می‌خوانند.